# Steppach (Aalenbach)
Der Steppach ist ein rund zweieinhalb Kilometer langer Bach im Gebiet der Kleinstadt Vellberg im Landkreis Schwäbisch Hall im nordöstlichen Baden-Württemberg, der gegenüber dem Dorf Großaltdorf von Vellberg von links und insgesamt Ostsüdosten in den mittleren Aalenbach mündet.

## Name
Der Bach ist auf heutigen (2018) topographischen Karten als Steppach beschriftet, ein Name, den auch ein Gewann am Unterlauf trägt. Dieser Name findet sich auch schon – in der Schreibvariante Stepbach – auf einer Karte von 1838. Eine Karte aus der ersten Hälfte des 20. Jahrhunderts benennt ihn jedoch abweichend davon als Steinbach.

## Geographie

### Verlauf
Der Steppach entsteht auf etwa 455 m ü. NHN ca. 2,5 km südöstlich der Ortsmitte des Vellberger Dorfes Großaltdorf und ca. 3,5 km westsüdwestlich der Burgberg-Kuppe in den weiten Randwäldern des Keuperberglandes zur offenen Gäulandschaft im Norden. Das erste Rinnsal findet sich am Beginn eines Klingenrisses neben dem Schiedweg, der von der breiten Zufahrtsstraße zum ehemaligen Militärdepot im Heiligenholz bei Oberspeltach nordwärts zum Großaltdorfer Sportplatz führt, an der Gemarkungsgrenze zwischen dem Vellberger Waldgewann Spanningersbrunnen und dem Großaltdorfer Waldgewann Hummelswäsele.
Von dort an fließt der Bach in sich schnell eintiefender, etwas mäandrierender Talrinne zunächst westwärts zwischen den beiden Gewannen und nimmt dabei von rechts und links weitere Rinnsale auf, darunter den Ablauf eines Kleinteichs auf der Hochebene über dem Tälchen im Hummelswäsele und einen etwas längeren Bach aus einer südlichen Nebenklinge sowie rund 900 Metern nach dem Ursprung auf inzwischen nur noch etwa 416 m ü. NHN an einer inzwischen aufgeforsteten ehemaligen kleinen Waldwiese auf dem Talgrund je einen weiteren Klingenbach von links und rechts; keiner von diesen kleinen Zuläufen hat eine Länge von über 0,4 km und ein Einzugsgebiet von über 0,2 km². An den letzten beiden wendet sich der Bach auf Nordwestlauf.
Schon nach weniger als 200 Metern fließt er aus dem Wald und nimmt nach weiteren hundert Metern von links seinen mit etwa 0,7 km längsten Zufluss auf, der am Königsbrunnen an der Talsteige der K 2665 Steinehaig–Kleinaltdorf unbeständig in einer Waldklinge entsteht und auf seinen letzten 200 Metern in einem unscheinbaren Graben über eine Wiese im Kühsau läuft. Auch der Wald Schelmenwasen rechts am Lauf tritt nun etwas vom Bach zurück, der nun in einer weich geschwungenen Wiesenmulde mit Feldern erst höher am Hang mit immer wieder aussetzendem Gehölz am Ufer in geradem Lauf dahinzieht.
An einem kurzen Grabenzulauf von rechts vom Großaltdorfer Sportplatz am Herdweg her wechselt er für seine letzten etwa 700 Meter auf beständigen Westlauf, nun bis zuletzt von einem Feldweg begleitet. An dessen Brücke hinüber zum Friedhof am Südostrand Großaltdorfs mündet der Steppach schließlich auf 385,1 m ü. NHN von links in den dort zu Füßen des Dorfes südwestlich fließenden mittleren Aalenbach, etwa 70 Höhenmeter unterhalb seines Ursprungs und nach einem 2,6 km langen Lauf mit mittlerem Sohlgefälle von etwas über 27 ‰.

### Einzugsgebiet
Das 2,1 km² große Einzugsgebiet des Steppachs liegt, naturräumlich gesehen, mit seinem größeren und höher gelegenen ostsüdöstlichen Anteil im Unterraum Burgberg-Vorhöhen und Speltachbucht der nördlichen Schwäbisch-Fränkischen Waldberge, mit dem übrigen im Unterraum Haller Ebene der Hohenloher und Haller Ebene. Die Naturraumgrenze folgt mit geringen Abweichungen der Grenze des Waldgebietes im Ostsüdosten zur offenen Landschaft im mündungsnahen Teil. Die höchsten beiden Erhebungen erreichen linksseits des Mittellauf auf dem Sporn Streich etwas über 480 m ü. NHN und rechtsseits davon auf der Oberen Ebene. 487,2 m ü. NHN
Die ursprungsnahe „obere“ und südöstliche Wasserscheide liegt demgegenüber meist vergleichsweise niedrig. Schon wenige Dutzend Meter vom Steppach-Ursprung entfernt auf der anderen Seite des Schiedwegs entsteht unbeständig der in gegenläufiger Richtung zum rechten Speltach-Oberlauf Buchbach ziehende Seebach. Hinter der Ostgrenze bis zum höchsten Punkt auf der Oberen Ebene entwässert dann der linke Speltach-Oberlauf Lanzenbach das angrenzende Gebiet. Der gesamte Wasserscheidenabschnitt vom südlichsten Punkt des Einzugsgebietes nahe dem Wanderparkplatz an einem Straßen- und Wegestern am hinteren Streich bis zur Oberen Ebene ist hydrologisch deshalb der bedeutendste, indem dort das Einzugsgebiet des Kochers mit seinem Zufluss Aalenbach an das der Jagst mit ihrem Nebenfluss Speltach stößt. Die Nordgrenze bis nahe der Mündung verläuft gegen den unbedeutenderen und nächstoberen Aalenbach-Zufluss Zimmerbach, die westliche gegen den nächstunteren, einen namenlosen Bachgraben zum Aalenbach entlang der K 2665. Hinter dem Kamm auf dem Streich am Südwest- und Südrand des Einzugsgebietes entwässern der Bach durch die Brunnenklinge und dann der Hilpertsklingenbach über den Echtbach noch weiter abwärts ebenfalls in den Aalenbach.
Im ganzen Gebiet liegen Keuperschichten im Untergrund. Die höchsten Lagen auf der Oberen Ebene und auf dem Streich tragen eine Schilfsandstein-Decke (Stuttgart-Formation). Im fast ganzen übrigen Einzugsgebiet darunter steht dagegen der Gipskeuper (Grabfeld-Formation) an. Jenseits der Naturraumgrenze und unterhalb der obersten Flurbucht des Tales liegt dann alleine dessen Mulde im Lettenkeuper (Erfurt-Formation) des Unterkeupers.
Der Bach mit seinem Klingenriss entsteht im Gipskeuper, wohl unter dessen erosionsresistenter Corbula-Schicht, die in ähnlicher Höhenlage wie dort am Schiedweg jenseits im Speltach-Einzugsgebiet kleine Hochflächen mit scharfer Hangkante zu den Talmulden bildet. Da oberer Steppach und der Seebach gegenläufig auf derselben Achse laufen und der Seebach dabei in merklich stetigerem und geringerem Gefälle als der Steppach, ist dieser wohl in rückwärtsschreitender rheinischer Erosion einer verlorenen Oberlaufmulde des in danubischer Richtung laufenden Seebachs gefolgt.
Mehr als zwei Drittel des Gebiets ist bewaldet. In der offenen Flur reichen meist Wiesen ans Ufer, während auf den höheren Hügellagen das Ackerland dominiert. Das Gebiet  ist völlig unbesiedelt und gehört mit einem kleinen Waldanteil links bis an den Oberlauf zur Vellberger, der Rest zur Großaltdorfer Teilgemarkung der Kleinstadt Vellberg.

### Zuflüsse und Seen
Liste der Zuflüsse von der Quelle zur Mündung. Gewässerlänge, Einzugsgebiet und Höhe nach den entsprechenden Layern auf der Onlinekarte der LUBW. Andere Quellen für die Angaben sind vermerkt.
- (Klingenzuflüsse im Wald), von rechts, links, links und wieder rechts auf etwa 440–416 m ü. NHN, maximal 0,4 km und maximal 0,2 km².
- (Bach vom Königsbrunnen), von links und Südsüdwesten auf etwa 412 m ü. NHN gegenüber dem südlichen Schelmenwasen kurz vor dem zum Bach führenden Feldweg und in zwei Waldwegen sich fortsetzenden Steppachweg, ca. 0,7 km und ca. 0,2 km². Entsteht unbeständig auf bis zu 450 m ü. NHN in einer Klinge über der unteren Serpentinenschlinge der K 2665 nahe dem gefassten Königsbrunnen, der anscheinend nicht mehr oder nur noch selten schüttet.
- (Zufluss), von rechts und Ostnordosten auf etwa 398 m ü. NHN, ca. 0,3 km und ca. 0,3 km². Entsteht auf etwa 410 m ü. NHN nahe dem Großaltdorfer Sportplatz. Folgt überwiegend einem Feldweg.

## Natur
Der dort noch schmale Steppach fließt im Wald recht naturnah meist über kiesigem oder steinigem Bett, der oberste Abschnitt und teilweise die oberen Zuläufe in scharf eingeschnittenen Klingen. An den Hängen treten übermooste Sickerquellen aus, die Quellsinter ablagern. Im Klingenbereich stehen Laubbäume wie Rotbuchen.
Nach seinem Waldaustritt folgt dem Bach sporadisch eine Reihe von Eschen und Erlen, die sich nur vor seinem letzten Zufluss auf kurzer Strecke etwas ausweitet. Am Waldrand und in der offenen Flur ist der Bach überwiegend begradigt und zeigt am Unterlauf ein Normprofil. Die flurbereinigte offene Landschaft um Mittel- und Unterlauf ist ausgeräumt.

### LUBW
Amtliche Online-Gewässerkarte mit passendem Ausschnitt und den hier benutzten Layern: Lauf und Einzugsgebiet des Steppachs

Allgemeiner Einstieg ohne Voreinstellungen und Layer: Daten- und Kartendienst der Landesanstalt für Umwelt Baden-Württemberg (LUBW) (Hinweise)
1. 1 2 3 4  Höhe nach dem Höhenlinienbild auf dem Hintergrundlayer Topographische Karte.
2. ↑  Höhe nach grauer Beschriftung auf dem Hintergrundlayer Topographische Karte.
3. ↑  Länge nach dem Layer Gewässernetz (AWGN).
4. ↑  Einzugsgebiet nach dem Layer Basiseinzugsgebiet (AWGN).
5. ↑  Länge abgemessen auf dem Hintergrundlayer Topographische Karte.
6. ↑  Einzugsgebiet abgemessen auf dem Hintergrundlayer Topographische Karte.
7. ↑  Naturbeschreibung teilweise nach dem Layer Biotop.

### Andere Belege
1. ↑  Topographischer Atlas des Königreichs Württemberg –Blatt Ellwangen von 1838, Blatt XXV in historischer, Blatt 12 in kartographisch-systematischer Zählung (PDF, 5,8 MByte)
2. ↑  Meßtischblatt 6825 Ilshofen von 1937 in der Deutschen Fotothek
3. ↑  Wolf-Dieter Sick: Geographische Landesaufnahme: Die naturräumlichen Einheiten auf Blatt 162 Rothenburg o. d. Tauber. Bundesanstalt für Landeskunde, Bad Godesberg 1962. → Online-Karte (PDF; 4,7 MB)
4. ↑  Geologie nach den Layern zu Geologische Karte 1:50.000 auf: Mapserver des Landesamtes für Geologie, Rohstoffe und Bergbau (LGRB) (Hinweise)